# Saison 5 des Frères Scott
Chronologie
Saison 4 Saison 6
Cet article présente le guide des épisodes de la cinquième saison de la série télévisée Les Frères Scott. Elle est composée de 18 épisodes et relate les aventures de Lucas et Nathan Scott ainsi que de leur famille et amis, 4 ans après la fin du lycée jusqu'à l'accident de Dan et la demande en mariage de Lucas à Peyton / Brooke ou Lindsay.

## Distribution
- Chad Michael Murray : Lucas Scott (18/18)
- James Lafferty : Nathan Scott (18/18)
- Hilarie Burton : Peyton Sawyer (18/18)
- Bethany Joy Lenz : Haley James Scott (18/18)
- Sophia Bush : Brooke Davis (18/18)
- Paul Johansson : Dan Scott (11/18)
- Lee Norris : Marvin "Micro" McFadden (15/18)
- Antwon Tanner : Antwon "Skills" Taylor (14/18)
- Jackson Brundage : James "Jamie" Scott (16/18)

### Acteurs récurrents
- Vaughn Wilson (VF : Fabrice Trojani) : Ferguson « Fergie » Thompson
- Bevin Prince (VF : Laurence Sacquet) : Bevin Mirskey Smith
- Brett Claywell (VF : Donald Reignoux) : Tim Smith
- Kieren Hutchison (VF : Lionel Tua) : Andy Hargrove
- Cullen Moss (VF : Jean-François Pagès) : Junk Moretti
- Stephen Colletti (VF : Charles Germain) : Chase Adams
- Torrey DeVitto (VF : Véronique Desmadryl) : Carrie
- Kevin Federline (VF : Nicolas Djermag) : Jason
- Robbie Jones (VF : Fabrice Trojani) : Quentin Fields
- Kelly Collins Lintz (VF : Marie-Laure Dougnac) : Alice Day
- Joe Manganiello (VF : Benoît Du Pac) : Owen Morello
- Michaela McManus (VF : Françoise Cadol) : Lindsay Evelyn Strauss
- Kate Voegele (VF : Véronique Soufflet) : Mia Catalano
- Daphne Zuniga (VF : Déborah Perret) : Victoria Davis
- Chris Beetem (en) (VF : Xavier Fagnon) : Docteur Ethan Copeland

## Résumé
Lucas, Brooke, Peyton, Haley, Nathan, Micro, Skills et les autres se retrouvent à Tree Hill, 4 ans plus tard (soit 4 ans après la fin de la quatrième saison).
Lucas a publié son roman qui est devenu best-seller grâce à Lindsay, son éditrice et aussi sa petite amie. Sa mère et Lily voyagent beaucoup, ils réapparaissent dans deux épisodes de la saison.
Brooke a fait de Clothes Over Bro's, une compagnie internationale de vêtements chics, placée à New York. Sa mère Victoria l'a beaucoup aidée, mais ses amis lui manquent. Elle décide alors de rentrer à Tree Hill et d'installer sa boutique. Elle vire sa mère qu'elle trouve trop entreprenante, autant au niveau du travail que de sa vie privée.
Peyton travaille à Los Angeles en tant qu'assistante d'un assistant (expression "the assistant of the assistant" dite dans le premier épisode) et ne se sent pas à sa place. Elle retourne à Tree Hill pour lancer son propre label, Red Bedroom Records avec l'aide de Brooke et de Lucas.
Haley a réalisé un de ses rêves : enseigner au lycée de Tree Hill. Malheureusement, tout ne se passe pas comme elle l'espère, elle est victime de harcèlement par un de ses élèves, Quentin.
Jamie, son fils, a bien grandi et aime déjà jouer au basket.
Nathan était un grand joueur de basket, mais un soir il s'est battu dans un bar, et est passé au travers d'une vitrine. Au début de la saison, il est en fauteuil roulant avec de longs cheveux et une barbe, son rêve de pouvoir jouer au basket de nouveau s'écroule. Il boit beaucoup pour oublier ce qu'il est devenu. C'est lorsque Haley engage une nounou pour Jamie qu'il prend conscience de son état et décide de se reprendre en main, d'être plus présent auprès de son fils et de sa femme en plus de faire table rase du passé. La nounou de Jamie, Carrie, tombe amoureuse de Nathan et cette relation va perturber leur vie de couple car plus tard Haley va decouvrir Carrie avec Nathan dans une douche.
Micro poursuit toujours son rêve d'être commentateur sportif, il vit à Tree Hill dans un petit appartement qu'il partage avec Skills, Fergie et Junk, ses trois amis d'enfance. Il se fait engager auprès d'une femme tyrannique, qui le déteste, et qui cherche à le virer. Il va malgré tout coucher avec elle afin d'obtenir son travail dans l'équipe. Il arrête de sortir avec sa patronne lorsqu'il rencontre Millicent Huxtable, l'assistante de Brooke, dont il tombe amoureux.
Dan est libéré de prison pour bonne conduite. Lorsque Jamie est enlevé par sa nounou Carrie, Dan le ramène à ses parents, qui croyaient que c'était lui qui l'avait enlevé. On apprend dans le quinzième épisode qu'il ne lui reste plus que 6 mois à vivre, s'il ne bénéficie pas d'une transplantation cardiaque. À la fin de la saison, il se fait renverser par une voiture alors qu'il était en train d'aider un couple de personnes âgées.
Rachel a travaillé comme mannequin pour Brooke pendant un moment puis elle a commencé à prendre de la drogue, Brooke l'a renvoyée sous les ordres de sa mère.
Bevin s'est mariée avec Tim Smith, ils ont un enfant prénommé Nathan.

## Épisode 1:4 ans, 6 mois, et 2 jours
- États-Unis : 8 janvier 2008
- France : 3 janvier 2009
- Suisse  : 30 août 2008 sur TSR1
- Belgique : 17 août 2008
- Québec : 23 décembre 2008 (avant-première) et 6 janvier 2009[1]

- États-Unis : 3,36 millions de téléspectateurs[2] (première diffusion)
- France : 2,40 millions de téléspectateurs (première diffusion)

- Michaela McManus (Lindsay Strauss)
- Daphne Zuniga (Victoria Davis)
- Vaughn Wilson (Fergie Thompson)
- Cullen Moss (Junk Moretti)
- Johann Urb (Nick)
- Kelly Collins Lintz (Alice Day)
- Lisa Goldstein (Millicent)
- Dikran Tulaine (John Knight)

## Épisode 2:Faux départ
- États-Unis : 8 janvier 2008
- France : 3 janvier 2009
- Suisse  : 6 septembre 2008 sur TSR1
- Belgique : 24 août 2008
- Québec : 30 décembre 2008 (avant-première) et 13 janvier 2009[1]

- États-Unis : 3,57 millions de téléspectateurs[2] (première diffusion)
- France : 2,92 millions de téléspectateurs (première diffusion)

- Michaela McManus (Lindsay Strauss)
- Torrey DeVitto (Carrie)
- Vaughn Wilson (Fergie Thompson)
- Cullen Moss (Junk Moretti)
- Kelly Collins Lintz (Alice Day)
- Shawn Shepard (Proviseur Turner)
- Robbie Jones (Quentin Fields)

## Épisode 3: Reprises en mains
- États-Unis : 15 janvier 2008
- Suisse  : 13 septembre 2008 sur TSR1
- France : 10 janvier 2009 sur TF1
- Belgique : 31 août 2008 sur Plug RTL
- Québec : 20 janvier 2009

- États-Unis : 2,72 millions de téléspectateurs[3] (première diffusion)

- Michaela McManus (Lindsay Strauss)
- Torrey DeVitto (Carrie)
- Kelly Collins Lintz (Alice Day)
- Kevin Federline (Jason)
- Daphne Zuniga (Victoria Davis)
- Robbie Jones (Quentin Fields)

## Épisode 4:Batailles d'ego
- États-Unis : 22 janvier 2008
- France : 10 janvier 2009 sur TF1
- Suisse  : 20 septembre 2008 sur TSR1
- Belgique : 7 septembre 2008 sur Plug RTL
- Québec : 27 janvier 2009

- États-Unis : 3,04 millions de téléspectateurs[4] (première diffusion)

- Michaela McManus (Lindsay Strauss)
- Torrey DeVitto (Carrie)
- Kelly Collins Lintz (Alice Day)
- Kevin Federline (Jason)
- Daphne Zuniga (Victoria Davis)
- Lisa Goldstein (Millicent)
- Kate Voegele (Mia)

## Épisode 5:Retour en arrière
- États-Unis : 29 janvier 2008
- France : 17 janvier 2009
- Suisse  : 27 septembre 2008 sur TSR1
- Belgique : 14 septembre 2008 sur Plug RTL
- Québec : 3 février 2009

- États-Unis : 2,79 millions de téléspectateurs[5] (première diffusion)

- Michaela McManus (Lindsay Strauss)
- Daphne Zuniga (Victoria Davis)

## Épisode 6:Les Rivales
- États-Unis : 5 février 2008
- France : 17 janvier 2009 sur TF1
- Suisse  : 4 octobre 2008 sur TSR1
- Belgique : 21 septembre 2008 sur Plug RTL
- Québec : 10 février 2009

- États-Unis : 2,86 millions de téléspectateurs[6] (première diffusion)

- Michaela McManus (Lindsay Strauss)
- Torrey DeVitto (Carrie)
- Kelly Collins Lintz (Alice Day)
- Daphne Zuniga (Victoria Davis)
- Robbie Jones (Quentin Fields)
- Kate Voegele (Mia Catalano)
- Joe Manganiello (Owen)

## Épisode 7:Petite soirée entre ennemis
- États-Unis : 12 février 2008
- France : 24 janvier 2009
- Suisse  : 11 octobre 2008 sur TSR1
- Belgique : 28 septembre 2008 sur Plug RTL
- Québec : 17 février 2009

- États-Unis : 3,16 millions de téléspectateurs[7] (première diffusion)

- Michaela McManus (Lindsay Strauss)
- Torrey DeVitto (Carrie)
- Kelly Collins Lintz (Alice)
- Kevin Federline (Jason)
- Daphne Zuniga (Victoria Davis)
- Lisa Goldstein (Millicent)
- Kate Voegele (Mia Catalano)
- The Honorary Title
- Joe Manganiello (Owen)
- Robbie Jones (Quentin Fields)

## Épisode 8:La place est prise
- États-Unis :  19 février 2008
- France : 24 janvier 2009
- Suisse  : 18 octobre 2008 sur TSR1
- Belgique : 5 octobre 2008 sur Plug RTL
- Québec : 24 février 2009

- États-Unis : 2,85 millions de téléspectateurs[8] (première diffusion)

- Michaela McManus (Lindsay Strauss)
- Torrey DeVitto (Carrie)
- Kate Voegele (Mia Catalano)
- Joe Manganiello (Owen)
- Robbie Jones (Quentin Fields)

## Épisode 9:Entre filles!
- États-Unis : 26 février 2008
- France : 24 janvier 2009
- Suisse  : 25 octobre 2008 sur TSR1
- Belgique : 12 octobre 2008 sur Plug RTL
- Québec : 3 mars 2009

- États-Unis : 3,18 millions de téléspectateurs[9] (première diffusion)

- Michaela McManus (Lindsay Strauss)
- Torrey DeVitto (Carrie)
- Kate Voegele (Mia Catalano)
- Robbie Jones (Quentin Fields)
- Brett Claywell (Tim Smith)

## Épisode 10:À qui la faute?
- États-Unis : 4 mars 2008
- France : 31 janvier 2009
- Suisse  : 1er novembre 2008 sur TSR1
- Belgique : 19 octobre 2008 sur Plug RTL
- Québec : 10 mars 2009

- États-Unis : 2,93 millions de téléspectateurs[10] (première diffusion)

- Danneel Harris (Rachel Gatina)
- Torrey DeVitto (Carrie)
- Kate Voegele (Mia Catalano)
- Joe Manganiello (Owen)
- Robbie Jones (Quentin Fields)
- Dikran Tulaine (John Knight)

## Épisode 11:Larguer les amarres
- États-Unis : 11 mars 2008
- France : 31 janvier 2009
- Suisse  : 8 novembre 2008 sur TSR1
- Belgique : 26 octobre 2008 sur Plug RTL
- Québec : 17 mars 2009

- États-Unis : 2,50 millions de téléspectateurs[11] (première diffusion)

- Michaela McManus (Lindsay Strauss)
- Daphne Zuniga (Victoria Davis)
- Stephen Colletti (Chase Adams)
- Danneel Harris (Rachel Gatina)
- Joe Manganiello (Owen)
- Bevin Prince (Bevin Mirskey)
- Lisa Goldstein (Millicent)

## Épisode 12:Le retour de la Comète
- États-Unis : 18 mars 2008
- France : 31 janvier 2009
- Suisse  : 15 novembre 2008 sur TSR1
- Belgique : 2 novembre 2008 sur Plug RTL
- Québec : 24 mars 2009

- États-Unis : 3,00 millions de téléspectateurs[12] (première diffusion)

- Moira Kelly (Karen Roe)
- Michaela McManus (Lindsay Strauss)
- Torrey DeVitto (Carrie)
- Lisa Goldstein (Millicent)
- Kieren Hutchison (Andy Hargrove)

## Épisode 13:Ce que je veux...
- États-Unis : 14 avril 2008
- France : 7 février 2009
- Suisse  : 22 novembre 2008 sur TSR1
- Belgique : 9 novembre 2008 sur Plug RTL
- Québec : 31 mars 2009

- États-Unis : 2,80 millions de téléspectateurs[13] (première diffusion)

- Michaela McManus (Lindsay Strauss)
- Mark Schwahn (Max)
- Kieren Hutchison (Andy Hargrove)
- Judith Scott (Patricia)
- Haviland Morris (La psychologue)

## Épisode 14:Au bout de nos rêves
- États-Unis : 21 avril 2008
- France : 14 février 2009
- Suisse  : 29 novembre 2008 sur TSR1
- Belgique : 16 novembre 2008 sur Plug RTL
- Québec : 7 avril 2009

- États-Unis : 2,92 millions de téléspectateurs[14] (première diffusion)

- Barbara Alyn Woods (Deb Lee)
- Lisa Goldstein (Millicent)
- Robbie Jones (Quentin Fields)
- Stephen Colletti (Chase Adams)

## Épisode 15:La vie est courte
- États-Unis : 28 avril 2008
- France : 21 février 2009 sur TF1
- Suisse  : 6 décembre 2008 sur TSR1
- Belgique : 23 novembre 2008 sur Plug RTL
- Québec : 14 avril 2009

- États-Unis : 2,57 millions de téléspectateurs[15] (première diffusion)

- Barbara Alyn Woods (Deb Lee)
- Michaela McManus (Lindsay Strauss)
- Lisa Goldstein (Millicent)
- Vaughn Wilson (Fergie)
- Cullen Moss (Junk)

## Épisode 16:Rien ne sert de pleurer
- États-Unis : 5 mai 2008
- France : 28 février 2009 sur TF1
- Suisse  : 13 décembre 2008 sur TSR1
- Belgique : 30 novembre 2008 sur Plug RTL
- Québec : 21 avril 2009

- États-Unis : 2,29 millions de téléspectateurs[16] (première diffusion)

- Michaela McManus (Lindsay Strauss)
- Lisa Goldstein (Millicent)
- Robbie Jones (Quentin Fields)
- Chris Beetem (Dr. Ethan Copeland)

## Épisode 17:Ça passe ou ça casse
- États-Unis : 12 mai 2008
- France : 7 mars 2009
- Suisse  : 20 décembre 2008 sur TSR1
- Belgique : 7 décembre 2008 sur Plug RTL
- Québec : 28 avril 2009

- États-Unis : 2,72 millions de téléspectateurs[17] (première diffusion)

- Barbara Alyn Woods (Deb Lee)
- Kate Voegele (Mia Catalano)
- Robbie Jones (Quentin Fields)
- Chris Beetem (Dr. Ethan Copeland)

## Épisode 18:Et après?
- États-Unis : 19 mai 2008
- France : 14 mars 2009 sur TF1
- Suisse  : 27 décembre 2008 sur TSR1
- Belgique : 14 décembre 2008 sur Plug RTL
- Québec : 5 mai 2009

- États-Unis : 3,23 millions de téléspectateurs[18] (première diffusion)

- Barbara Alyn Woods (Deb Lee)
- Michaela McManus (Lindsay Strauss)
- Robbie Jones (Quentin Fields)
- Lisa Goldstein (Millicent)
- Chris Beetem (Dr. Ethan Copeland)
- Gavin DeGraw (Gavin DeGraw)

Tout le monde à Tree Hill doit affronter ses peurs ; Brooke gère le fait de rendre Angie. Lucas ressent les conséquences de son attitude lors du match précédent. Haley est confrontée à une panne musicale pendant que Nathan et Jamie affrontent leurs peurs ensemble. Peyton essaie de reprendre le dessus après que Lucas lui ait dit qu'il la détestait (pendant qu'il était saoul).
- Suspens de la fin de la saison:
- Dan se fait renverser par une voiture après avoir agréablement aidé une personne âgée à ramasser sa canne.
- Brooke, Peyton et Lindsay décrochent leurs télephones en même temps et on voit Lucas qui parle, (à une d'entre elles) disant qu'il a deux billets pour Las Vegas et lui demande si elle veut se marier avec lui, là, tout de suite, maintenant !

## Audiences aux États-Unis
La cinquième saison de Les Frères Scott  (One Tree Hill) a réuni 2,92 millions de téléspectateurs américains.
| N° Épisode | Titre français                                | Chaîne | Date de diffusion originale | États-Unis (en millions de téléspectateurs) |
| ---------- | --------------------------------------------- | ------ | --------------------------- | ------------------------------------------- |
| 1          | 4 Years, 6 Months, 2 Days                     | The CW | 8 janvier 2008              | 3,36                                        |
| 2          | Racing Like a Pro                             | The CW | 8 janvier 2008              | 3,57                                        |
| 3          | My Way Home Is Through You                    | The CW | 15 janvier 2008             | 2,72                                        |
| 4          | It's Alright, Ma (I'm Only Bleeding)          | The CW | 22 janvier 2008             | 3,04                                        |
| 5          | I Forgot To Remember To Forget                | The CW | 29 janvier 2008             | 2,79                                        |
| 6          | Don't Dream It's Over                         | The CW | 5 février 2008              | 2,86                                        |
| 7          | In Da Club                                    | The CW | 12 février 2008             | 3,16                                        |
| 8          | Please, Please, Please Let Me Get What I Want | The CW | 19 février 2008             | 2,85                                        |
| 9          | For Tonight You're Only Here To Know          | The CW | 26 février 2008             | 3,18                                        |
| 10         | Running To Stand Still                        | The CW | 4 mars 2008                 | 2,93                                        |
| 11         | You're Gonna Need Someone Our Your Side       | The CW | 11 mars 2008                | 2,50                                        |
| 12         | Hundred                                       | The CW | 18 mars 2008                | 3,00                                        |
| 13         | Echoes, Silence, Patience and Grace           | The CW | 14 avril 2008               | 2,80                                        |
| 14         | What Do You Go Home To ?                      | The CW | 21 avril 2008               | 2,92                                        |
| 15         | Life Is Short                                 | The CW | 28 avril 2008               | 2,57                                        |
| 16         | Cryin' Won't Help You Now                     | The CW | 5 mai 2008                  | 2,29                                        |
| 17         | Hate Is Safer Than Love                       | The CW | 12 mai 2008                 | 2,72                                        |
| 18         | What Comes After the Blues                    | The CW | 19 mai 2008                 | 3,23                                        |